# Jean-Luc Bilodeau
Jean-Luc Bilodeau (Vancouver, 4 november 1990) is een Canadees acteur die bekend is van zijn rol als Josh Trager in de televisieserie Kyle XY.